# 飯塚・招木古墳群

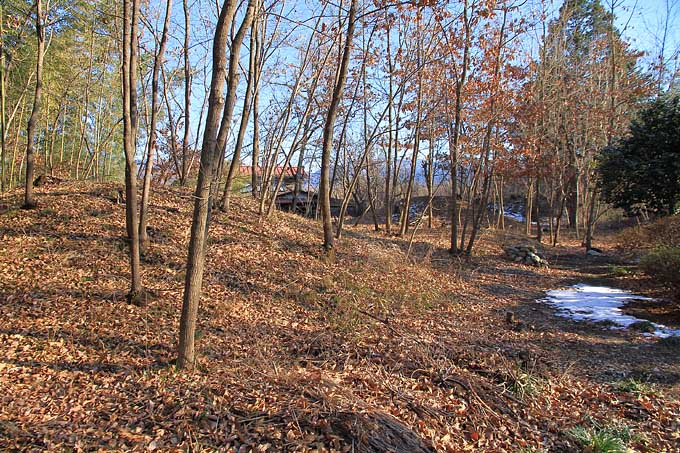
飯塚地区（2015年1月）

飯塚・招木古墳群（いいづか・まねきこふんぐん）は、埼玉県秩父市寺尾にある群集墳。埼玉県内最大の129基からなる群集墳で埼玉県指定史跡となっている。

## 概要
荒川左岸の寺尾の河岸段丘上、飯塚地区に73基、招木地区に53基の古墳が展開する秩父地方最大の群集墳である。径5〜27メートル、高さ1〜4メートルの円墳で構成されるが、方墳が存在する可能性もある。1977年（昭和52年）和銅大橋の架設による秩父市道38号線（現、秩父市道幹線8号、通称招木古墳通り）の新設に伴い、路線にかかる招木地区の古墳7基の発掘調査が行われた。その内の1基である89号古墳が市道脇に移築復元されている。石室は玄室の控え積みを強固にし、周列石を2、3列巡らす児玉地方でよく見られる築造方法がとられている。埴輪が出土せず、副葬品も乏しいことから7世紀後半から8世紀前半にかけ、郷戸主層が築造した古墳群であるとみられている。

## 風景

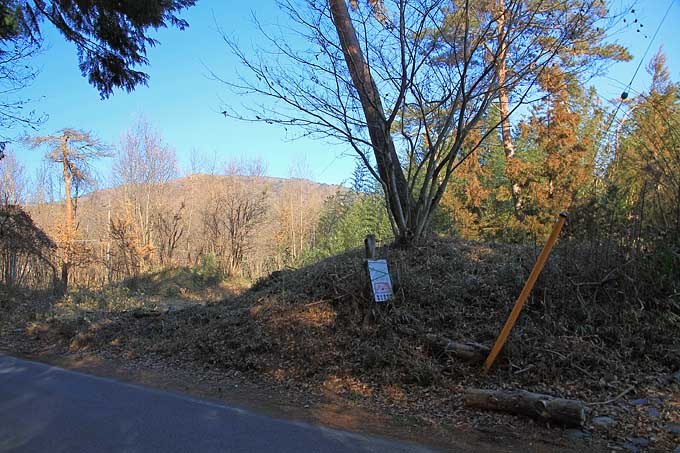
招木地区
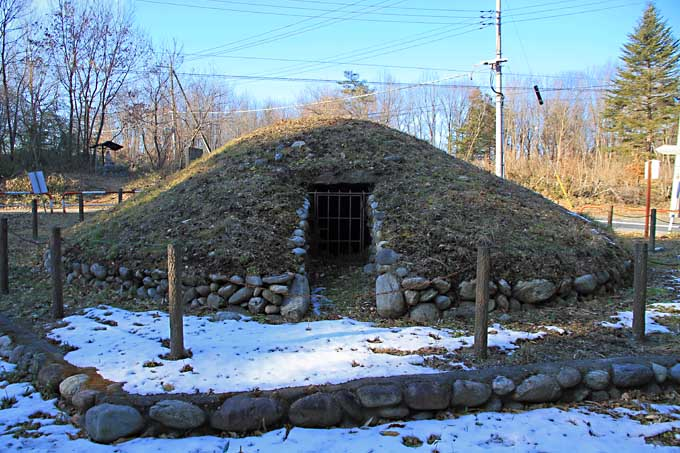
89号古墳（復元）
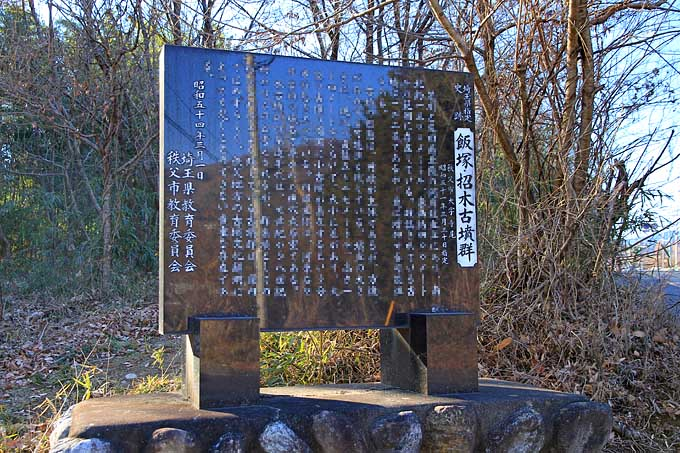
飯塚・招木古墳群の石碑
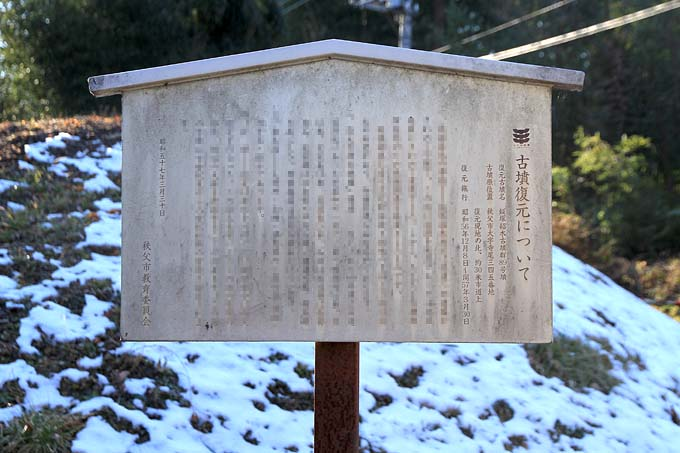
89号古墳復元についての案内板。